# Xenotilapia albini
Xenotilapia albini е вид бодлоперка от семейство Цихлиди (Cichlidae).

## Разпространение
Видът е разпространен в Бурунди, Демократична република Конго, Замбия и Танзания.

## Описание
На дължина достигат до 8,9 cm.